# Commanderie de Saddlescombe

## Description géographique
La commanderie de Saddlescombe se situe à environ 6 kilomètres au nord-ouest de Brighton dans le comté de Sussex.

## Historique
Vers 1228, Geoffrey de Say céda le manoir de Saddlescombe à l'ordre du Temple avec l'autorisation de William de Warenne, comte de Surrey, qui ajouta une concession vers Lewes. Peu après, Simon le Counte leur donna les églises de Southwick et Woodmancote en plus de certains autres titres. Alain Tranchemer, leur céda des terres à Shoreham où les Templiers érigèrent une chapelle qui, par la suite, tomba dans les mains des Carmélites de cette ville. Theobald de Englescheville donna le manoir de Compton à Berwick, pour lequel les Templiers fournirent en retour un chapelain pour célébrer une messe pour le salut des âmes des donateurs, le roi Henri III et la reine Éléonore de Provence. 
À la suite de la dissolution de l'ordre du Temple, les terres furent dévolues aux Hospitaliers de l'ordre de Saint-Jean de Jérusalem en 1309, mais John de Warenne, Comte de Surrey, réussit à en conserver l'usage familial jusqu'en 1397, où l'ensemble de la commanderie fut reprise par l'ordre de Saint-Jean de Jérusalem.

## Possessions
Il est probable que la commanderie de Saddlescombe dépendait de la commanderie de Shipley.